# Halálos iramban 6.
A Halálos iramban 6. (más néven Fast Six vagy Furious Six) (eredeti cím: Fast & Furious 6) 2013-ban bemutatott amerikai-spanyol akciófilm, melyet Chris Morgan forgatókönyvéből Justin Lin rendezett. A Halálos iramban-filmsorozat hatodik része. A főszerepet Vin Diesel, Paul Walker, Dwayne "The Rock" Joshnson, Jordana Brewster, Tyrese Gibson, Michelle Rodriguez, Sung Kang, Chris "LudaCris" Bridges, Luke Evans, Gina Carano, és John Ortiz alakítja. Egy cameoszerep erejéig Jason Statham is feltűnik mint Deckard Shaw.
Az Amerikai Egyesült Államokban 2013. május 24-én mutatták be. Magyarországon egy nappal korábban, május 23-án került szinkronizálva a mozikba az UIP-Dunafilm forgalmazásában.

## Cselekmény
|  | Alább a cselekmény részletei következnek! |

Miután sikeresen végződött a riói rablás, Dominic Toretto (Vin Diesel) és csapata többi tagja világszerte szétváltak, mivel hivatásos bűnözők: Dominic együtt él Elenával (Elsa Pataky), Brian O'Conner (Paul Walker) - Mia (Jordana Brewster) és a fiúk, Jack együtt élnek, Gisele(Gal Gadot) és Han (Sung Kang) Hongkongba költöztek, Roman (Tyrese Gibson) és Tej (Chris "LudaCris" Bridges) pedig szokásosan élik életüket.
Luke Hobbs (Dwayne "The Rock" Joshnson) szövetségi ügynök és társa, Riley Hicks (Gina Carano) egy támadást analizálnak, melyet egy orosz katonai konvoj ellen követtek el, a brit különleges erőknél egykor szolgált katona, Owen Shaw (Luke Evans) és csapata. Hobbs felkeresi Dominicot és arra kéri, segítsen neki elkapni Shaw-t, majd mutat neki egy frissen készült fotót Letty Ortizról (Michelle Rodriguez), Dom egykori szerelméről, akit Dom halottnak hitt. Dominic úgy dönt, segít Hobbs-nak, összegyűjti a csapatát, ha cserébe teljes kegyelmet kap mindenki a múltbéli bűnökért, amely lehetővé teszi számukra, hogy hazamenjenek az Amerikai Egyesült Államokba. Mia és Elena, Jack-re vigyáznak.
A csapat Londonba utazik, ahol Shaw egyik embere elvezeti őket Shaw rejtekhelyére, de kiderül, hogy az egész csapda, aminek a célja, hogy elvonja a csapat és a rendőrség figyelmét, miközben Shaw emberei megtámadják az Interpolt. Shaw speciális, Formula–1-es kocsival menekül, felrobbantva maga mögött rejtekhelyét, megbénítva ezzel a rendőröket, de Dominic, Brain, Tej, Han, Gisele, Hobbs és Riley üldözőbe veszik. Letty Shaw segítségére siet, és gondolkodás nélkül meglövi Dominicot mielőtt elmenekül. A főhadiszálláson Hobbs elmondja Dominic bandájának, hogy Shaw alkotóelemeket lop, hogy létrehozza az Éji Árnyékot, ami képes megbénítani egy egész városrész energiahálózatát, és ezt el fogja adni a legmagasabb ajánlatot tevőnek. Mialatt Dom-ék után nyomoznak, a csapat rájön Letty és Dominic kapcsolatára, ám kiderül, a lány amnéziás.
Dominic bandája Shaw egyik embere után nyomoz, aki elvezeti őket Shaw kapcsolatához, Arturo Braga-hoz, akit Brian tartóztatott le. Brian visszatér az USA-ba, mint fegyenc, hogy Braga közelébe férkőzzön, aki elárulja, hogy Letty túlélte a robbanást, amiben azt hitték meghalt. Shaw ki akarta őt iktatni, de miután megtudta, hogy amnéziás, bevette a csapatába. Egy FBI-os kapcsolata segít Brian-nek, így kiszabadul a börtönből. Londonban Dominic kihívja Letty-t egy utcai versenyre, majd utána visszaadja a nyakláncot, amit tőle kapott.
Tej követi Shaw következő akcióját Spanyolországba, a NATO bázisára. Shaw bandája egy katonai konvojra csap le, ami azt a chipet szállítja, ami az Éji Árnyék befejezéséhez szükséges. Dominic és csapata megakadályozzák, hogy Shaw felrobbantsa a konvojt.  Shaw egy tankot vezetve Dominic autóját akarja kilőni, és elkezdi felrobbantani az autópályán közlekedő autókat. Brainnek és Romannek sikerül visszarántani a tankot, ettől Letty leesik róla, Dominic élete kockáztatásával menti meg a lányt attól, hogy a halálba zuhanjon. Shawt és az emberét elfogják, de elmondja, hogy elrabolta Miát. Ezért kénytelenek elengedni Shawt, és Riley (aki Shaw cinkosa) vele megy. Letty úgy dönt, Dommal marad.
Shaw bandája felszáll egy mozgásban lévő teherszállító repülőre, közben Dominic emberei üldözik. Dominic, Letty, Brian és Hobbs is felszállnak, Brian kiszabadítja Miát és egy a fedélzeten lévő kocsival menekülnek el. A repülő megpróbál felszállni, de visszatartja a túlsúly, amit Han, Gisele, Roman, Tej, Brian és Mia hozzá rögzített járművei okoznak. Gisele önfeláldozása megmenti Hant Shaw egyik emberétől. Letty végez Riley-val, és biztonságban megmenekülnek Hobbs-szal, de Dominic tovább üldözi Shawt és a chipet. Shaw kiesik a gépből, ahogy az a földbe csapódik, Dom beszáll az egyik kocsiba, ami a gépen maradt és kijut az éppen felrobbanó repülő orrán keresztül, hogy újra a csapatával legyen, átadja Hobbs-nak a chipet, ezzel biztosítva számukra az amnesztiát.

Hobbs és Elena (aki Hobbs-szal dolgozik) megérkezik, hogy megerősítse; a csapat szabad. Elena elfogadja, hogy Dom Letty-t választotta helyette. Ahogy Dominic és a csapat leülnek közösen enni, Dom megkérdezi Letty-t ismerős-e neki a helyzet. Letty nemmel válaszol, de úgy érzi, otthon van. Ezután Tokióban Hant egy autós üldözésben kiüti egy szembejövő autó, Han meghal a felrobbanó autójában. A másik autó sofőrje kiszáll, és miközben elsétál, üzenetet hagy Dominicnak: 
Még nem ismersz, de majd fogsz
|  | Itt a vége a cselekmény részletezésének! |

## Szereplők
| Színész                  | Szerep                      | Magyar hang      |
| ------------------------ | --------------------------- | ---------------- |
| Vin Diesel               | Dominic Toretto             | Galambos Péter   |
| Paul Walker              | Brian O'Conner              | Rajkai Zoltán    |
| Dwayne Johnson           | Luke Hobbs                  | Schneider Zoltán |
| Michelle Rodriguez       | Letty Ortiz                 | Solecki Janka    |
| Gal Gadot                | Gisele Yashar               | Horváth Lili     |
| Jordana Brewster         | Mia Toretto                 | Szávai Viktória  |
| Tyrese Gibson            | Roman Pearce                | Kálid Artúr      |
| Chris "Ludacris" Bridges | Tej Parker                  | Nagypál Gábor    |
| Sung Kang                | Han Seoul-Oh                | Csőre Gábor      |
| Luke Evans               | Owen Shaw                   | Stohl András     |
| Gina Carano              | Riley Hicks                 | Haumann Petra    |
| Elsa Pataky              | Elena Neves                 | Németh Borbála   |
| John Ortiz               | Arturo Braga                | Borbiczki Ferenc |
| Thure Lindhardt          | Firuz                       | Gáspár András    |
| Shea Whigham             | Ben Stasiak ügynök          | Sarádi Zsolt     |
| Joe Taslim               | Jah                         | Szkárosi Márk    |
| Clara Paget              | Vegh                        | Varga Klári      |
| Rita Ora                 | A londoni verseny rajtolója | Orgován Emese    |
| Jason Statham (cameo)    | Deckard Shaw                | Epres Attila     |

## Média kiadás
A Halálos iramban 6. című film 2013. szeptember 16-án jelent meg az Egyesült Államokban; szeptember 25-én Magyarországon DVD-n és BluRay-en, a Select kiadó révén.